# Sybra venosa
Sybra venosa là một loài bọ cánh cứng trong họ Cerambycidae.